# アレクサンドル・ガルシカ
アレクサンドル・セルゲーエヴィチ・ガルシカ（ガルシュカ、ロシア語: Александр Сергеевич Галушка、ラテン文字転写の例：Aleksandr Sergeeevich Galushka、1975年12月1日 - ）は、ロシアの政治家。モスクワ州クリン出身。事業組合「デロヴォイ・ロッシ」（ビジネス・ロシア）共同議長。全ロシア人民戦線中央本部共同議長。「評価経営コンサルティングセンター」業務執行役員、役員会議長。ロシア鑑定委員会議長。国立研究大学高等経済学校教授。2013年9月11日から2018年5月7日まで第1次ドミートリー・メドヴェージェフ内閣で極東開発大臣（極東発展大臣）を務めた。
2016年9月7日、訪日し世耕弘成経済産業相と東京で会談し、日露経済協力について意見を交換した。
2016年11月4日、世耕弘成経済産業相とモスクワで会談し、二国間協力の活性化と日本の投資をロシア極東に引き入れる問題について意見を交換した。